# Richard Speck
Richard Benjamin Speck (Kirkwood, Illinois, 6 de diciembre de 1941-Joliet, Illinois, 5 de diciembre de 1991) fue un asesino en masa estadounidense, responsable de ocho homicidios ocurridos durante la noche entre el 14 y 15 de julio de 1966.

## Asesinatos
Speck se hizo famoso por haber secuestrado, torturado, violado y apuñalado hasta la muerte a ocho estudiantes de enfermería del South Chicago Community Hospital en Chicago el 14 de julio de 1966.
Una novena víctima, encontrada en la casa donde tuvo lugar la masacre, pudo esconderse y así facilitar posteriormente a los investigadores una descripción detallada del perpetrador del crimen y de sus actos. Speck fue arrestado unos días después; la huella definitiva fue un tatuaje con las palabras Born to raise Hell (‘nacido para desatar el infierno’). A lo largo de la investigación, fue acusado también de otros tres asesinatos, una acusación de la que fue absuelto por falta de pruebas.
Speck fue condenado a la pena de muerte, pero su sentencia fue revisada por la Corte Suprema de los Estados Unidos poco antes de la ejecución en 1972 y finalmente murió en prisión en 1991.

## Cultura popular
Considerado sensacional, el caso ha inspirado a varios artistas y cineastas en sus trabajos:

#### Cine y televisión
- El director de cine japonés Kōji Wakamatsu, en su película Ángeles violadas (犯された白衣, Okasareta Hakui) de 1967.[4]
- La película Al filo de la medianoche de 1983,[5] protagonizada por Charles Bronson.
- El director y guionista Ryan Murphy se inspiró en el caso para una de las tramas de la primera temporada de la serie de televisión American Horror Story.[6]
- El personaje de Speck es entrevistado en el noveno episodio de la serie Mindhunter.[6]
- La figura de Speck conformaba la base histórica del episodio de la quinta temporada de Mad Men, «Mystery Date».[7]
- Fue objeto de un capítulo en la miniserie documental Murder Made me Famous (2019) como el asesino de enfermeras (7.ª temporada, 5.º episodio, dirigido por Brad Osborne)

#### Música
- La banda estadounidense Cheap Trick en su álbum homónimo de 1977, compuso el tema «The Ballad of T.V. Violence» dedicado a su personaje.[8][9]